# Vitorchiano
Vitorchiano es una localidad italiana de la provincia de Viterbo, región de Lacio, con 4.532 habitantes.

## Evolución demográfica
| Gráfica de evolución demográfica de Vitorchiano entre 1861 y 2001 |
|                                                                   |
| Fuente ISTAT - elaboración gráfica de Wikipedia                   |